# A DAY IN THE LIFE OF TOKYO
『A DAY IN THE LIFE OF TOKYO』（アデイインザライフトウキョウ）は、日本のア・カペラ ヴォーカルグループ、SMOOTH ACEの5枚目のアルバム。2004年7月14日にTOSHIBA EMIからリリースされ、11曲が収録されている。

## 収録曲
特記以外作詞：森雪之丞、作曲：重住ひろこ、コーラス・アレンジ：SMOOTH ACE
1. これから逢いに行くよ。（作詞・作曲・編曲：小西康陽）
2. KISS YOU（作詞：岡村玄、編曲：イワキユミ）
3. For Ever Standard（編曲：石成正人）
4. GRAY SKY（作詞：岡村玄、編曲：岸利至）
5. 燃える氷（編曲：岸利至）
6. Close to me（作詞：重住ひろこ、編曲：イワキユミ）
7. Two days, one night（作詞：岡村玄、編曲：岸利至）
8. 愛を知るたび（作詞：重住ひろこ＆岡村玄、編曲：重住ひろこ）
9. BABY（作詞：重住ひろこ、編曲：権藤知彦）
10. DRIVE FOR THE BEACH（作曲：平慎也、編曲：岸利至）
11. TOKYO LOVERS（編曲：イワキユミ）

## パーソネル
重住ひろこ、岡村玄、平慎也、李眞姫（vo, cho）／久米大作（pf,og）／河上修、小原礼、岡沢章（b）／土方隆行（g）／石成正人（g, prg）／ペッカー（per）／金山功（vib）／小林太（tp）／中川英二郎（tb）／竹上良成（sax）／権藤知彦（F.Hr, Euph, prg）／イワキユミ、岸利至（prg）／吉田哲人（mp）

## スタッフ
レコーディング／ミキシング・エンジニア：廣瀬修、森岡徹也、マスタリング・エンジニア：相川洋一、撮影：小木曽威夫

## 品番
TOCT-25404

## 配信
配信開始日：2013-7-10